# Litauische Eishockeyliga 1995/96
Die Saison 1995/96 war die fünfte Spielzeit der litauischen Eishockeyliga, der höchsten litauischen Eishockeyspielklasse. Meister wurde zum insgesamt fünften Mal in der Vereinsgeschichte der SC Energija.

## Modus
In der Hauptrunde absolvierte jede der vier Mannschaften insgesamt zwölf Spiele. Der Erstplatzierte der Hauptrunde traf im Meisterschaftsfinale auf den für dieses direkt qualifizierte SC Energija. Für einen Sieg erhielt jede Mannschaft zwei Punkte, bei einem Unentschieden gab es ein Punkt und bei einer Niederlage null Punkte.

## Hauptrunde
|    | Klub                  | Sp | S | U | N | Tore  | Punkte |
| -- | --------------------- | -- | - | - | - | ----- | ------ |
| 1. | Germantas Telsiai     | 11 | 7 | 0 | 4 | 57:48 | 14     |
| 2. | Poseidonas Elektrenai | 11 | 5 | 1 | 5 | 51:60 | 11     |
| 3. | Nemunas Rokiškis      | 12 | 4 | 3 | 5 | 57:58 | 11     |
| 4. | Vytis Elektrenai      | 12 | 4 | 2 | 6 | 58:57 | 10     |

Sp = Spiele, S = Siege, U = unentschieden, N = Niederlagen, OTS = Overtime-Siege, OTN = Overtime-Niederlage, SOS = Penalty-Siege, SON = Penalty-Niederlage

## Playoffs

### Spiel um Platz 3
- Poseidonas Elektrenai – Nemunas Rokiškis 5:4/5:1

### Finale
- SC Energija – Germantas Telsiai 6:2/8:1